# IIHF divízió III-as jégkorong-világbajnokság
Az IIHF divízió III-as jégkorong-világbajnokság a Nemzetközi Jégkorongszövetség (International Ice Hockey Federation, IIHF) szervezésében, minden évben megrendezésre kerülő nemzetközi jégkorongtorna.

## Története
A torna 1987 és 2000 között a D csoportos jégkorong-világbajnokság nevet viselte. Az IIHF divízió III-as jégkorong-világbajnokság nevet 2002 után kapta. 2002-ben még a divízió II-es selejtezőjének nevezték a tornát.
2002-től 2011-ig a divízió első két helyezettje jutott fel a IIHF divízió II-es jégkorong-világbajnokságba. 2012-től csak az első helyezett jut fel a divízió II B csoportjába.

## Divízió III
| Év   | Feljutott a divízió II-be | Feljutott a divízió II-be |
| ---- | ------------------------- | ------------------------- |
| 2002 | Észak-Korea               | Mexikó                    |
| 2003 | Új-Zéland                 | Luxemburg                 |
| 2004 | Izland                    | Törökország               |
| 2005 | Mexikó                    | Dél-afrikai Köztársaság   |
| 2006 | Izland                    | Törökország               |
| 2007 | Új-Zéland                 | Írország                  |
| 2008 | Észak-Korea               | Dél-afrikai Köztársaság   |
| 2009 | Új-Zéland                 | Törökország               |
| 2010 | Észak-Korea               | Írország                  |
| 2011 | Izrael                    | Dél-afrikai Köztársaság   |

| Év   | Feljutott a divízió II B-be |
| ---- | --------------------------- |
| 2012 | Törökország                 |
| 2013 | Dél-afrikai Köztársaság     |
| 2014 | Bulgária                    |
| 2015 | Észak-Korea                 |
| 2016 | Törökország                 |
| 2017 | Luxemburg                   |

| Év   | Feljutott         | Feljutott               | Kiesett                   |
| Év   | a divízió II B-be | a divízió III-ba        | a divízió III selejtezőbe |
| ---- | ----------------- | ----------------------- | ------------------------- |
| 2018 | Grúzia            | Türkmenisztán           | Hongkong                  |
| 2019 | Bulgária          | Egyesült Arab Emírségek | Dél-afrikai Köztársaság   |

| Év   | Feljutott                        | Feljutott                        | Kiesett                          | Kiesett                          |
| Év   | a divízió II B-be                | a divízió III A-ba               | a divízió III B-be               | a divízió IV-be                  |
| ---- | -------------------------------- | -------------------------------- | -------------------------------- | -------------------------------- |
| 2020 | A Covid19-pandémia miatt törölve | A Covid19-pandémia miatt törölve | A Covid19-pandémia miatt törölve | A Covid19-pandémia miatt törölve |
| 2021 | A Covid19-pandémia miatt törölve | A Covid19-pandémia miatt törölve | A Covid19-pandémia miatt törölve | A Covid19-pandémia miatt törölve |
| 2022 | Egyesült Arab Emírségek          | Dél-afrikai Köztársaság          | –                                | –                                |
| 2023 | Tajvan                           | Kirgizisztán                     | Észak-Korea                      | Malajzia                         |
| 2024 | Thaiföld                         | Bosznia-Hercegovina              | Mexikó                           | Irán                             |
| 2025 | Kirgizisztán                     | Mexikó                           | Luxemburg                        | Szingapúr                        |

## D csoport
Az IIHF D csoportos jégkorong-világbajnokság győztesei 1987 és 2000 között.
| Év   | Csapat         |
| ---- | -------------- |
| 1987 | Ausztrália     |
| 1989 | Belgium        |
| 1990 | Nagy-Britannia |
| 1992 | Spanyolország  |
| 1994 | Észtország     |
| 1995 | Horvátország   |
| 1996 | Litvánia       |
| 1997 | Horvátország   |
| 1998 | Bulgária       |
| 1999 | Spanyolország  |
| 2000 | Izrael         |